# Anne Paans
Anne Marinus Johannes Paans (Raamsdonk, 26 juni 1944 – Bedum, 17 december 2017) was een Nederlands klinisch fysicus en bijzonder hoogleraar aan de Rijksuniversiteit Groningen.

## Biografie
Paans studeerde experimentele natuurkunde aan de Universiteit van Utrecht, en had als specialisatie plasmafysica en numerieke wiskunde. Hij begon in 1975 te werken bij het Kernfysisch Versneller Instituut in Groningen nadat hij al sinds 1970 aan de universiteit verbonden was. Hij begon in 1976 met het samenstellen van een positronencamera. Een jaar later werden voor het eerste resultaten geleverd met de zogenaamde PET-methode (Positron Emission Tomography). 
Paans promoveerde in 1984 op Imaging in nuclear medicine with cyclotron generated radionuclides en werd een autoriteit op het terrein van cyclotron, de PET-camera en de farmaco-kinetische modellering van radiotracers. 
Op 17 oktober 2006 sprak hij zijn oratie uit na de aanstelling tot bijzonder hoogleraar Biomedische technologie, in het bijzonder de Nucleaire Geneeskunde/PET vanwege De Cockstichting; in 2012 ging hij met emeritaat. Hij was  vicevoorzitter van de Nederlandse Vereniging voor Nucleaire Geneeskunde. In 2009 werd hij benoemd tot Ridder in de Orde van Oranje Nassau.
Prof. dr. A.M.J. Paans overleed eind 2017 op 73-jarige leeftijd.